# Herbert Rappaport
Pour les articles homonymes, voir Rappaport.
Herbert Jacob Otto Rappaport, né le 7 juillet 1908 à Vienne (Autriche) et mort le 5 septembre 1983 d'un anévrisme de l'aorte à Léningrad (URSS), est un cinéaste soviétique d'origine autrichienne.

## Biographie
Né dans une famille juive intellectuelle, dont le père, Moritz, est psychanalyste, et ami d'Otto Weininger, il étudie le droit à l'université de Vienne entre 1927 et 1929, puis il devient successivement auteur de scénarios de films, assistant de direction de film, et touche à d'autres métiers du cinéma. Il travaille en Allemagne, en France et aux États-Unis. Il devient l'assistant de Georg Wilhelm Pabst dans les années 1930 et devient communiste. Après la prise de pouvoir des nazis en 1933, il part pour l'Italie et suite W. Pabst à Hollywood, où il travaille de 1934 à 1936. Là, Boris Choumiatski, directeur de la commission cinématographique soviétique, l'invite en URSS afin d'« internationaliser » le cinéma soviétique, et en premier lieu d'y réaliser la satire anti-nazie « Professor Mamlock » de Friedrich Wolf, pour le compte de Lenfilm. Le film est un succès, et Rappaport décide de demeurer en URSS, pays en phase avec ses propres valeurs socialistes : il s'y impose année après année comme l'un des plus grands réalisateurs de l’époque stalinienne.

## Filmographie
- 1938 : Professeur Mamlock (Профессор Мамлок), avec Adolf Minkine
- 1939 : L'Invité (ru) (Гость), avec Adolf Minkine
- 1940 : Une histoire musicale (Музыкальная история), avec Alexandre Ivanovski
- 1943 : Le Voiturier du ciel (Воздушный извозчик)
- 1947 : Vie en citadelle (ru) (Жизнь в цитадели)
- 1949 : Alexandre Popov (ru), avec Victor Eisymont
- 1951 : Lumière à Kordi (ru) (Свет в Коорди (фильм))
- 1953 : Les Maîtres du ballet russe (Мастера русского балета)
- 1953 : Le Rêve d’un supporter (ru) (Сон болельщика)
- 1955 : La Joie d'Andrus (ru) (Счастье Андруса)
- 1957 : Tchastouchki (ru) (Поддубенские частушки)
- 1960 : Sous la pluie ou au soleil (ru) (В дождь и в солнце)
- 1961 : Comment se fabrique une corde (ru) (Как верёвочка ни вьётся…)
- 1962 : Tcheremouchki (ru) ou Moscou quartier des cerises, comédie musicale d'après l'opérette de Chostakovitch
- 1966 : Deux Billets pour la séance de la journée (Два билета на дневной сеанс)
- 1972 : Le Cercle (ru) (Круг)
- 1974 : Le Sergent de police (ru) (Сержант милиции)
- 1976 : Cela ne me concerne pas (ru) (Меня это не касается)